# Kampioenschap van Sint Maarten
Het Kampioenschap van Sint Maarten is de voetbalcompetitie van Sint Maarten. De competitie wordt georganiseerd door de Voetbalbond van Sint Maarten. De kampioen doet mee aan de voorrondes van de CFU Club Championship. In 2004 bereikte Juventus de eerste ronde van het CFU Club Championship. De meeste clubs spelen in het  Raoul Illidge Sports Complex in  Philipsburg.
Toen Sint Maarten nog onderdeel was van de Nederlandse Antillen deed de kampioen overigens niet mee aan het Kampioenschap van de Nederlandse Antillen. 

## Voetbalclubs
- C&D FC
- D&P Connection FC
- Flames United SC
- Funmakers FC
- Haitian United
- Hot Spurs
- Jah Rebels
- Liberation Stars
- Lucian United
- NAGICO Bombers
- Organized Youth
- Para Boys FC
- Reggae Lions
- RISC Takers FC
- FC Soualiga
- Sporting Club
- St. Peters Klube
- United Super Stars FC
- United Warlords
- Veendam FC
- Victory Boys
- Young Strikers FC

## Winnaars
- 2001: Sporting Club
- 2002: Victory Boys
- 2003: onbekend
- 2004: Juventus
- 2005: C&D
- 2006: C&D
- 2007: D&P Connection FC (Philipsburg)
- 2008: onbekend
- 2009: onbekend
- 2010: onbekend
- 2011: niet gespeeld
- 2012: niet gespeeld
- 2013: niet gespeeld
- 2014: niet gespeeld
- 2015: Flames United SC
- 2016: Reggae Lions
- 2017: Reggae Lions
- 2018: niet gespeeld
- 2019: C&D